# Neuchâtel (kanton)
Neuchâtel (francouzsky, italsky a rétorománsky Neuchâtel [nøʃɑtɛl], německy Neuenburg, švýcarskou němčinou Nöieburg, plným názvem Republika a kanton Neuchâtel) je kanton, který se nachází na západě Švýcarska, v jeho francouzsky mluvící části, nazývané Romandie. Hlavním a největším městem je Neuchâtel.

## Geografie

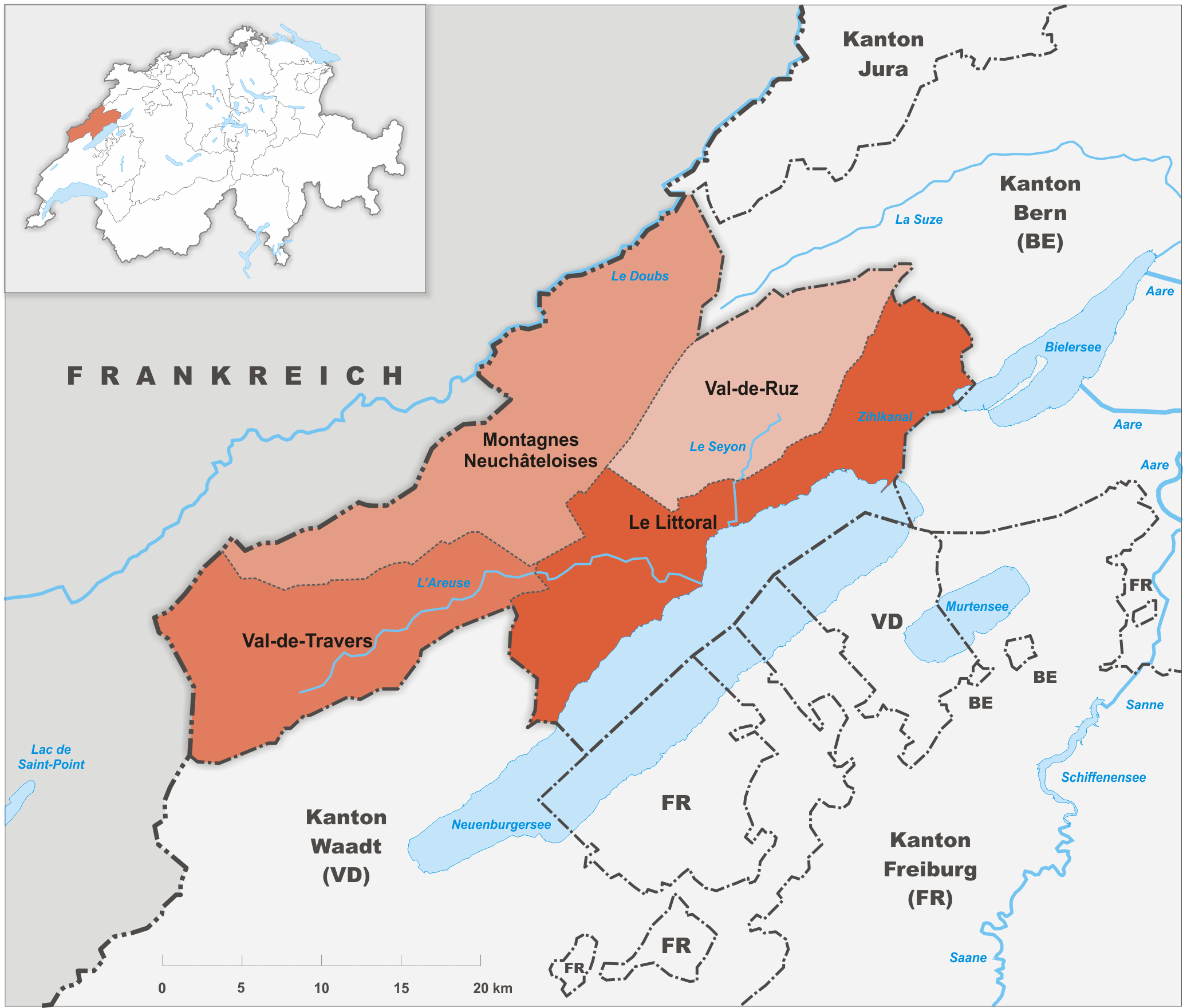
Regiony kantonu Neuchâtel

Kanton leží v zeměpisné oblasti Švýcarský Jura ve francouzsky mluvícím západním Švýcarsku (tzv. Romandii) a lze jej rozdělit do čtyř hlavních regionů. Tyto čtyři regiony jsou zároveň volebními obvody (viz Politika). Podél břehů Neuchâtelského jezera, nacházejícího se v jihovýchodní části kantonu, se táhne rovinatý pás krajiny, zvaný le Littoral. Na břehu jezera leží stejnojmenné hlavní město Neuchâtel. Severně od něj se podél řeky Chaumont rozkládá údolí Val de Ruz.
Západně od Neuchâtelu, stále v jezerní rovině, se nachází náplavový kužel při ústí řeky Areuse. Údolí se dále na západ zužuje do úzké rokle a poté se otevírá do vysokého údolí Val de Travers. Mezi údolím Val de Travers a Neuchâtelským jezerem se rozkládá masiv Chasseron, jehož větší část však leží na území kantonu Vaud. Východní konec tohoto pohoří tvoří nápadný kruhový skalní útvar Creux du Van.
Severně od údolí Val de Travers a Val de Ruz se po celé délce kantonu táhne horský masiv, jehož nejvyšším bodem je na samém východě masiv Chasseral. Zde se nachází také nejvyšší bod kantonu, v sedle Col du Chasseral. Nejdůležitějším průsmykem je Vue des Alpes. Za ním se nachází údolí Vallée des Ponts a vysoko položené údolí La Chaux-de-Fonds se stejnojmenným městem. Soutěska řeky Doubs s jezerem Lac des Brenets tvoří část hranice s Francií.
Zatímco jižní část kantonu náleží k úmoří Severního moře (Neuchâtelské jezero / Aara / Rýn), severní náleží k úmoří Středozemního moře (Doubs / Saôna / Rhôna).
Kanton hraničí na severovýchodě s kantonem Bern, na jihovýchodě (na protějším břehu Neuchâtelského jezera) se nachází kanton Fribourg, na jihu kanton Vaud, a na severozápadě Francie. Krátkou, pouze několik stovek metrů dlouhou hranici má na severovýchodě také s kantonem Jura.

## Historie

### Panství a hrabství neuchâtelské

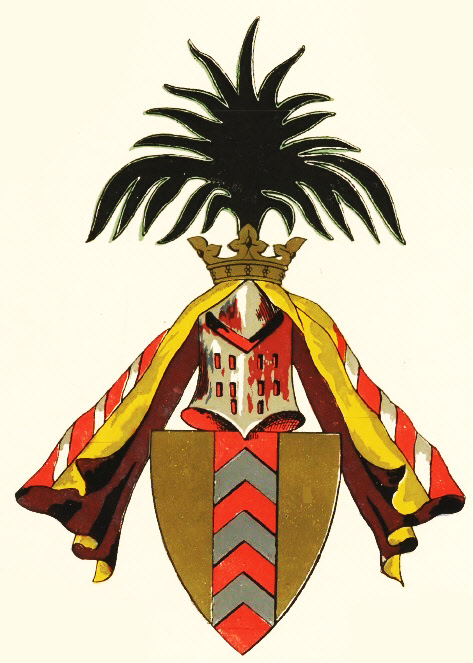
Znak hrabat a knížat neuchâtelských

V 7. století se oblast Neuchâtelu společně s západní částí dnešního Švýcarska dostala pod nadvládu Franské říše. V rámci Franské říše pak byla součástí Burgundského království. Když v roce 843 došlo verdunskou smlouvou k rozdělení říše, většina Burgundska se stala součástí středofranské říše, a o dekádu později bylo dále rozděleno prümskou smlouvou v roce 855 mezi Karla (Dolní Burgundsko) a Lothara II. (Horní Burgundsko vč. oblasti Neuchâtelu). V roce 933 hornoburgundský král Rudolf II. Burgundský spojil obě Burgundska a vzniklo tak druhé Burgundské království, zvané též království Arelatské podle hlavního města Arles.
Na počátku 11. století byl Neuchâtel se svým okolím rozdělen do dvou panství. Jedna část, zahrnující kromě samotného pozdějšího Neuchâtelu také Saint-Blaise a Auvernier, byla doménou burgundského krále Rudolfa, zatímco druhá část: Bevaix, Brot, Corcelles, Chézard a Coffrane byly ovládány významným rodem Sigiboldidů. Ti byli spřízněni s Rudolfovou manželkou Irmengardou a ovládali značnou část dnešní Romandie. V roce 1011 nechal burgundský vládce Rudolf III. (vnuk Rudolfa II.) pro svoji ženu Irmengarde postavit nový hrad na břehu jezera, dnes známého jako Neuchâtelské jezero. Ten také již v roce 1034 oblast okolo hradu až po Bielské jezero udělil hasenberskému baronu Ulrichovi z Fenisu. Následující tři století pod vládou rodu pánů z Neuchâtelu byla pro město dobou rozkvětu a prosperity. Roku 1214 byl Neuchâtel uznán za město. Za vlády hraběte Ludvíka roku 1373 již hrabství zahrnovalo přibližně dnešní území kantonu. Protože byl Ludvík poslední mužským příslušníkem vládnoucího rodu, připadlo hrabství po jeho smrti téhož roku jeho dceři Isabele. Jelikož bylo její manželství s Rudolfem z Neuchâtelu-Nidau bezdětné, po její smrti připadlo hrabství jejímu synovci Konrádu IV. z Freiburgu (syn Verony Neuchâtelské a Egona III. z Freiburgu). 
Za jeho vlády byla v roce 1405 uzavřena dohoda o přátelství s kantony Bern a Solothurn, členy Starého švýcarského spříseženství (v roce 1495 následovala smlouva s Fribourgem a v roce 1501 s Lucernem). Po jeho smrti převzal vládu jeho syn Jan, který zemřel roku 1457 bez přímých dědiců. A tak došlo ke sporu o vládu nad území mezi Rudolfem Bádensko-Hachberským (vnuk Anny Freiburské, sestry Konráda IV.), který měl vládu převzít, a Janovým švagrem, oranžským knížetem Ludvíkem z Chalon-Arlay, který si také hrabství nárokoval. Místní se nakonec postavili na stranu potomka předchozích vladařů, Rudolfa. Po Rudolfovi se stal hrabětem jeho syn Filip a poté roku 1503 připadlo hrabství Filipově jediné dceři Johaně z Hachberku. Ta se v roce 1504 provdala za Ludvíka I. Orleánského, vévodu z Longueville, který se stal jejím spoluvládcem. V roce 1512 byl Neuchâtel okupován Starou švýcarskou konfederací. Stalo se tak v důsledku profrancouzské politiky jejího manžela, což bylo považováno za bezpečnostní hrozbu pro Švýcarskou konfederaci. Johana se aktivně zapojila do jednání se švýcarskými kantony o ukončení okupace a znovuzískání přístupu do svého hrabství. Její vyjednávací pozice se zlepšila poté, co roku 1516 ovdověla. Okupace byla ukončena v roce 1529, došlo k obnovení přátelských dohod se švýcarskými kantony a vláda byla Johaně vrácena. Panovník byl od té doby většinou zastupován správcem, jelikož sám většinou v hrabství trvale nežil. Správce jako panovníkův zástupce mimo jiné předsedal Státní radě a Stavovskému sněmu.  

### Knížectví

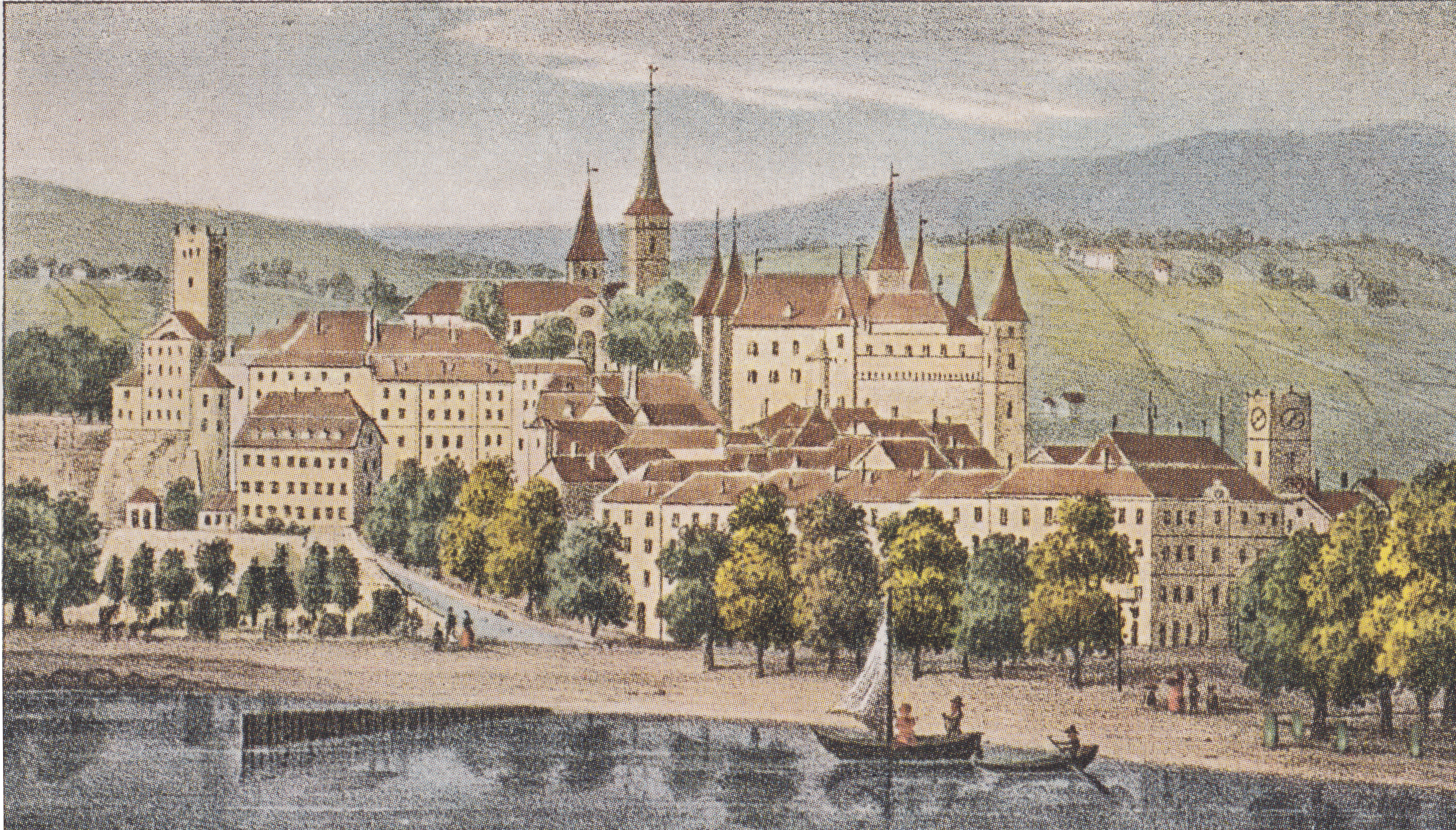
Neuchâtelský zámek na akvarelu z 19. století

V roce 1530 byly měšťany uznány ideály reformace a město se stalo nedělitelné se svým okolím. Město bylo známo jako velice liberální a po zrušení Ediktu nantského v roce 1685 se stalo útočištěm francouzských protestantů. Pozdější vládci města se snažili rozhodnutí o akceptování reformace zrušit. Johaniným nástupcem se stal její vnuk František Orleánský, vévoda z Longueville. Po jeho smrti v roce 1551 došlo ke sporu o následnictví mezi jeho bratranci: Leonorem Orleánským, vévodou z Longueville, a Jakubem Savojským z Nemours (syn Šarloty z Longueville, dcery Jany z Hachberku). Spor byl místním Sněmem tří stavů (šlechta, měšťanstvo, úřednictvo a kasteláni) rozhodnut ve prospěch 7 let trvající spoluvlády. Poté vládl od roku 1557 sám Leonor jako svrchovaný kníže. Za jeho vlády došlo k posílení vztahů se Švýcarskou konfederací. Po jeho smrti vládl nejdříve jeho syn Jindřich I. a poté vnuk Jindřich II. Za jeho vlády knížectví získalo vestfálským mírem svrchovanost na Svaté říši římské (společně se Švýcarskou konfederací).
Po smrti Jindřicha II. roku 1663 došlo ke sporu o regentství mezi jeho dcerou z prvního manželství Marií z Nemours a její nevlastní matkou Annou-Geneviève Bourbonskou (regentkou za syny z druhého manželství, starší z nich byl uznán nezpůsobilým vlády). Třístavový sněm rozhodl ve prospěch Anne-Geneviève, jež byla regentkou do své smrti roku 1679. Poté regentství přešlo na Marii z Nemours. Poté, co v roce 1694 zemřel Jean-Louis Charles, došlo ke sporu o nástupnictví mezi jeho sestrou Marií z Nemours a bratrancem z matčiny strany František Ludvík Bourbon-Conti. Dle starší závěti, kterou Jean-Louis Charles sepsal, se jeho dědicem měli stát potomci jeho bratra Charlese-Parise a poté jeho bratranec z matčiny strany František Ludvík Bourbon-Conti. Dle novější závěti ale měla dědicem být nevlastní sestra Marie. Stavovský sněm se rozhodl pro Marii z Nemours, na jejíž stranu se postavila i Švýcarská konfederace. Ta poté svým dědicem určila svého bratrance z matčiny strany Louise-Henriho de Bourbon-Soissons (nemanželského syna Ludvíka z Bourbon-Soissons, vnuka sestry neuchâtelského knížete Leonora).

### Výběr nového knížete

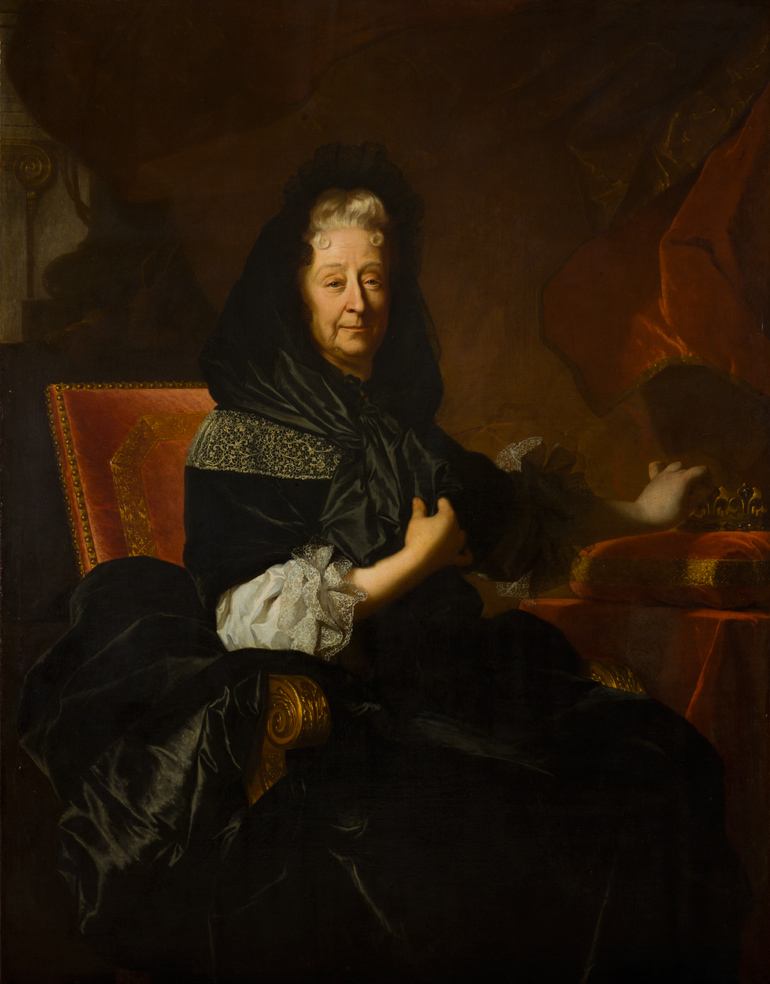
Kněžna Marie z Nemours

V červnu 1707, zatímco v Evropě probíhala Válka o španělské dědictví, zemřela bez jasného dědice kněžna Marie z Nemours (Louis-Henri de Bourbon-Soissons zemřel o 4 roky dříve) a její smrtí vymřel 200 let vládnoucí rod Orleáns-Longueville. O knížecí trůn poté projevilo zájem několik uchazečů:
- Potomci Johany z Hachberku (povětšinou katolíci):
  - Paule-Françoise-Marguerite de Gondi, vévodkyně z Retz (dědička dle primogenitury)
  - Emanuel Filibert Savojský, kníže carignanský
  - Jacques de Goyon-Matignon, hrabě z Torigny

Rodokmen potomků neuchâtelské kněžny Johany z Hachberku, mezi nimi někteří nárokovatelé dědictví trůnu po smrti Marie z Nemours (většinou římskokatolického vyznání):
- Johana z Hachberku ∞ Ludvík I. Orleánský, vévoda z Longueville
  - František z Orleáns-Longueville, markýz z Rothelinu (1513–1548) ∞ Jacqueline de Rohan-Gyé
    -  Léonor, vévoda z Longueville, kníže neuchâtelský (1540–1573) ∞ Marie d'Estouteville
      -  Jindřich I., vévoda z Longueville, kníže neuchâtelský (1568–1595)
        -  Jindřich II., vévoda z Longueville, kníže neuchâtelský (1603–1637)
          -  Marie de Nemours, kněžna neuchâtelská (1625–1707)
          -  Jan Ludvík Karel, vévoda z Longueville, kníže neuchâtelský (1646–1694)

      - Antoinette d’Orléans (1572–1618) ∞ Charles de Gondi (1569–1596)
        -  Henri de Gondi, vévoda z Retz (1590–1659)
          - Catherine de Gondi, vévodkyně z Retz (1612–1677) ∞ Pierre de Gondi, vévoda z Retz (1602–1676)
            -  Paule-Françoise-Marguerite de Gondi, vévodkyně z Retz (1655–1716), dědička dle primogenitury

          -  Marguerite-Françoise de Gondi (1615–1670) ∞ Louis de Cossé de Brissac
            -  Marguerite-Marie de Cossé-Brissac (1648–1708)

      -  Éléonore d’Orléans (1573–1639) ∞ Charles Goyon de Matignon (1564–1648)
        - François Goyon de Matignon, hrabě z Torigny (1607–1675)
          -  Jacques de Goyon-Matignon, hrabě z Torigny, genealogicky nejbližší dědic, tímto také nakonec dědic titulu vévody z Estouteville, jeho potomci (monacká knížata) byli po roce 1827 dědici i dle primogenitury

    - Františka  (1549–1601) ∞ Ludvík de Condé (1530–1569)
      - Karel Bourbonský, hrabě ze Soissons (1566–1612) ∞ Anne de Montafié (1577–1644)
        - Ludvík Bourbonský, hrabě ze Soissons (1604–1641)
          - Louis-Henri de Bourbon-Soissons (1640–1703) ∞ Angélique de Montmorency-Luxembourg (1666–1736)
            -  vévodové z Luynes

        - Luisa Bourbonská, Mademoiselle de Soissons (1603–1637) ∞ Jindřich II. Orleánský, vévoda z Longueville (1603–1637), kníže neuchâtelský
          -  Marie de Nemours, kněžna neuchâtelská (1625–1707)

        - Marie Bourbonská, hraběnka ze Soissons (1606–1692) ∞ Tomáš František Savojský (1596–1656)
          - Emanuel Filibert Savojský, kníže carignanský (1628–1709)

  -  Šarlota z Orleáns-Longueville (1512–1549) ∞ Filip Savojský, vévoda z Nemours
    - Jakub Savojský, vévoda z Nemours (1531–1585)
    -  Johana Savojská (1532–1568) ∞ Mikuláš Lortinský, vévoda z Mercœur
      -  Filip Emanuel Lotrinský, vévoda z Mercœur (1558–1602)
        - Františka Lotrinská (1592–1669)
          - Louis de Bourbon, vévoda z Vendôme (1612–1669)
            - Louis Joseph de Bourbon, vévoda z Vendôme (1654–1712)
            -  Philippe de Bourbon (1655–1727)

        -  Élisabeth de Bourbon (1614–1664)
          -  Marie Jeanne, Mademoiselle de Nemours (1644–1724)

- Potomci původních hrabat z Neuchâtelu:
  - Béat-Albert-Ignace, baron de Montjoie
  - Vévoda Leopold Eberhard Württembersko-Montbéliardský (vzdálený potomek Guillemetty z Montbéliardu, dcery hraběte Amadea Neuchâtelského)
  - Hrabě Trébonius-Ferdinand z Fürstenbergu
- Kandidáti odvozující nárok dle různého spříznění s oranžskými knížaty:[p 2]
  - Král Fridrich I. Pruský
  - Kníže Vilém Hyacint Nasavsko-siegenský
  - Jeanne de Mouchy, markýza de Mailly et de Nesle
  - Markýz Yves d'Alègre (příbuzný markýzy de Mailly)
  - Julianne Catherine d'Amont, dáma de Sergis (potomek Viléma Oranžského)
- Tzv. testamentáři
  - František Ludvík Bourbon-Conti (rival Marie z Nemours, potomek původních hrabat z Neuchâtelu)
  - Angelique-Cunégonde de Montmorency-Luxembourg (vdova po Louisovi-Henrimu de Bourbon-Soissons)
- švýcarský kanton Uri
- Markrabě Fridrich VII. Bádensko-Durlašský (na základě vzdáleného agnatického příbuzenství s Filipem z Hachberku)

Sněmu tří stavů tak připadl úkol vybrat nového panovníka. Zástupci knížectví chtěli především, aby nový panovník: 
- Uznával jejich protestantskou víru a náboženskou svobodu (ideálně aby byl také kalvinista jako oni),
- aby měl takové postavení, které by mohlo odradit případné nepřátele knížectví a bylo tak zárukou nezávislosti,
- a také aby podobně jako dosavadní knížata nechával místní rozhodovat si o svých záležitostech a nenarušil dosavadní vazby ke Švýcarsku.

Několik kandidátů proto bylo vyřazeno již na začátku (Fridrich VII. Bádensko-Durlašský, Vilém Hyacint Nasavský, Trébonius-Ferdinand z Fürstenbergu, Julianne Catherine d’Amont, Béat-Albert-Ignace). Proti zbytku kandidátů většinou stály podmínky víry nebo mocenského zázemí. Např. potomci Johany z Hachbergu byli většinou římskokatolického vyznání, neměli vlastní území a byli podporováni Francií Ludvíka XIV., která nedávno připojila sousední Burgundské hrabství a přímo tak sousedila s knížectvím. To byl i případ Františka Ludvíka Bourbon-Conti, dřívějšího rivala Marie de Nemours. Koncem roku 1707 tak stavové nakonec vybrali novým knížetem pruského krále Fridricha I. (kalvinista, s vlastním velkým, ale také geograficky vzdáleným územím, nebyl ani vzdáleným dědicem předchozích panovníků) a Neuchâtel se tak na dalších 150 let stal součástí personální unie s Pruskem.
Toto uspořádání narušily až napoleonské války, když v roce 1806 Napoléon Bonaparte obsadil nejen Neuchâtel, ale i samotnou Švýcarskou konfederaci a sesadil pruského krále Fridricha Viléma III.  Na pozici neuchâtelského knížete byl dosazen Napoleonův náčelník štábu Louis Alexandre Berthier.

### Součást Švýcarska
V roce 1814 bylo knížectví obnoveno Fridrichem Vilémem III. Ten povolil obyvatelům knížectví připojení do Švýcarské konfederace. Na zasedání federálního sněmu v Curychu bylo knížectví Neuchâtel 12. září 1814 přijato do Švýcarské konfederace společně s kantony Valais a Ženeva. Od 19. května 1815 tak byl Neuchâtel jediným členským státem konfederace, který byl monarchií. Fridrich Vilém téhož roku ustanovil Audiences générales jako legislativní orgán knížectví namísto původního Sněmu tří stavů. Členové byli jmenovaní panovníkem.

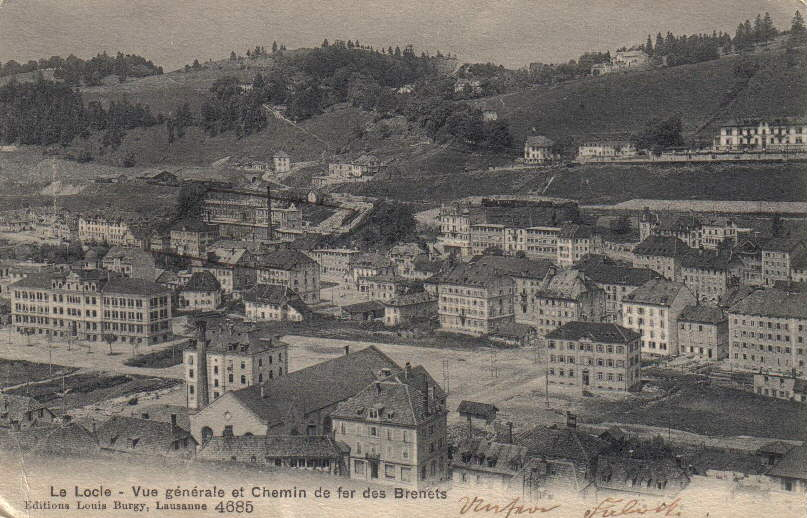
Le Locle, 1907

12. září 1831 byl zorganizován pokus o svržení monarchistického režimu vedený Alphonsem Bourquinem a následujícího dne byl obsazen zámek Neuchâtel. Pokus o povstání se opakoval v prosinci téhož roku, ale skončil neúspěchem a někteří vůdci byli uvězněni nebo odešli do exilu. V důsledku povstání byl orgán Audiences générales zrušen a namísto něj ustanoveno Corps législatif (jehož členi byli voleni), které bylo po vyhlášení republiky nahrazeno Velkou radou, jenž jako zákonodárný sbor funguje dodnes.
Během místní pokojné revoluce v březnu 1848 se stal Neuchâtel republikou, což král-kníže Fridrich Vilém IV. respektoval jako volbu obyvatel a nevyslal proti nim vojsko. To se změnilo v září 1856, kdy se skupina 500 monarchistů a příznivců pruského krále pokusila převzít vládu, obsadila zámek a zajala čtveřici radních. Povstalci byli poraženi a pruský král hrozil vojenským zásahem. To vedlo ke švýcarským federálním přípravám na obranu proti možnému útoku. Situace byla nakonec v květnu následujícího roku vyřešena dohodou, v rámci které byli povstalci omilostněni a Fridrich Vilém se nároků na Neuchâtel formálně zcela vzdal.

## Obyvatelstvo
K 31. prosinci 2021 žilo v kantonu Neuchâtel 176 166 obyvatel. Hustota zalidnění 219 obyvatel na km² je přibližně shodná se švýcarským průměrem (212 obyvatel na km²). Podíl cizinců (obyvatel přihlášených k trvalému pobytu, avšak bez švýcarského občanství) činil k 31. prosinci 2019 25,3 %, tedy stejně, jako v celostátním průměru. 30. června 2021 činila míra nezaměstnanosti 3,9 %, na spolkové úrovni pak 2,8 %.
| Vývoj počtu obyvatel | Vývoj počtu obyvatel | Vývoj počtu obyvatel | Vývoj počtu obyvatel | Vývoj počtu obyvatel | Vývoj počtu obyvatel | Vývoj počtu obyvatel | Vývoj počtu obyvatel | Vývoj počtu obyvatel | Vývoj počtu obyvatel | Vývoj počtu obyvatel | Vývoj počtu obyvatel | Vývoj počtu obyvatel | Vývoj počtu obyvatel | Vývoj počtu obyvatel | Vývoj počtu obyvatel | Vývoj počtu obyvatel | Vývoj počtu obyvatel | Vývoj počtu obyvatel | Vývoj počtu obyvatel | Vývoj počtu obyvatel | Vývoj počtu obyvatel |
| -------------------- | -------------------- | -------------------- | -------------------- | -------------------- | -------------------- | -------------------- | -------------------- | -------------------- | -------------------- | -------------------- | -------------------- | -------------------- | -------------------- | -------------------- | -------------------- | -------------------- | -------------------- | -------------------- | -------------------- | -------------------- | -------------------- |
| Rok                  | 1850                 | 1860                 | 1870                 | 1880                 | 1888                 | 1900                 | 1910                 | 1920                 | 1930                 | 1941                 | 1950                 | 1960                 | 1970                 | 1980                 | 1990                 | 1995                 | 2000                 | 2005                 | 2010                 | 2015                 | 2020                 |
| Počet obyvatel       | 70 753               | 87 369               | 95 425               | 102 744              | 108 153              | 126 279              | 133 061              | 131 349              | 124 324              | 117 900              | 127 856              | 146 175              | 168 238              | 158 720              | 160 322              | 166 270              | 166 476              | 168 980              | 172 021              | 177 970              | 175 757              |

Počet obyvatel kantonu se mezi lety 1850 a 1970 zvýšil přibližně na 2,5násobek, ze 70 753 na 169 173. Kolem 70. let 20. století došlo v kantonu Neuchâtel ke stagnaci počtu obyvatel, což se projevilo při nástupu vážné hospodářské krize, kdy Neuchâtel ztratil své ústřední postavení v hodinářském průmyslu ve prospěch oblasti města Biel a velké tradiční podniky, jako například Dubied a Suchard, zavřely své brány.

### Jazyky
Úředním jazykem kantonu Neuchâtel je francouzština. V roce 2019 francouzštinu uvedlo 87,7 % obyvatel kantonu jako svůj primární jazyk; na dalších místech byla italština (5,7 %), němčina (4,7 %) a angličtina (4,6 %).

### Náboženství

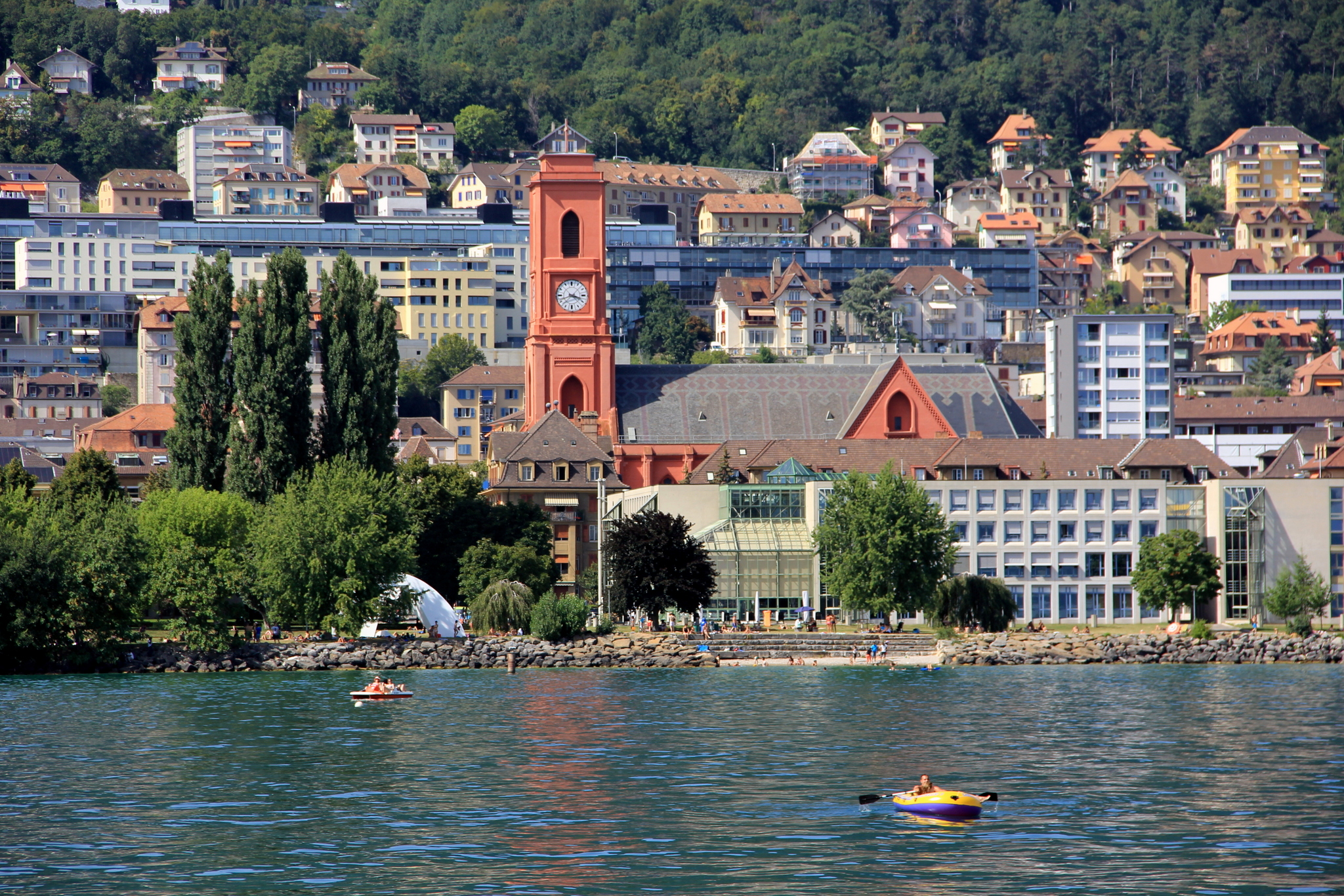
Bazilika Notre Dame v Neuchâtelu

Z konfesijního hlediska patří Neuchâtel k tradičně reformovaným kantonům (kalvinismus); katolický charakter mají pouze dvě obce, a to Le Landeron, která byla v době existence Staré konfederace pod zvláštním patronátem Solothurnu, a Le Cerneux-Péquignot, která až do roku 1814 patřila Francii.
V roce 2017 se 33,9 % (60 355 osob) z celkového počtu obyvatel kantonu Neuchâtel hlásilo k římskokatolické církvi a 29,7 % (52 807 osob) k evangelické reformované církvi (celkem 177 964 osob). Celostátní průzkum Spolkového statistického úřadu BFS, kterého se v roce 2017 zúčastnilo celkem 200 000 osob starších 15 let, ukázal následující rozdělení podle vyznání (které se výrazně liší od oficiálních údajů o členství v církvích): 21,4 % respondentů v kantonu Neuchâtel uvedlo, že jsou členy katolické církve, 20,1 % se hlásí k evangelické reformované církvi a 5,9 % k jiným křesťanským církvím. Dalších 4,2 % se hlásilo k muslimské víře, 1,2 % k jiné náboženské komunitě a 44,8 % k jinému vyznání.
Stát a církev jsou od roku 1941 zcela odděleny. Konkordát uzavřený v roce 2001 mezi kantonem na jedné straně a evangelickou reformovanou církví kantonu Neuchâtel, katolickou církví a křesťanskokatolickou církví na straně druhé nově upravuje vztahy mezi státem a církví a uznává je jako tzv. instituce veřejného zájmu.

## Politika
V současnosti platná kantonální ústava pochází z 24. září 2000 (s pozdějšími změnami) a nahradila ústavu z roku 1858. Všeobecné volební právo mají všichni občané starší 18 let a také cizinci s trvalým pobytem v kantonu delším než pět let. Ženy mají volební právo od roku 1959. Kromě místních a kantonálních voleb volí obyvatelé také do spolkového parlamentu, a to pět zástupců do Národní rady (dolní komory) a dva do Státní rady (horní komory).

### Přímá demokracie
4500 voličů může předložit lidovou iniciativu týkající se přijetí, změny nebo zrušení zákona; jejich podpisy musí být shromážděny do šesti měsíců. K podání lidového návrhu je zapotřebí 100 hlasujících. 
Stejně tak může 4500 voličů požadovat, aby zákony, rozhodnutí o výdajích definovaná zákonem a důležité smlouvy byly podrobeny lidovému hlasování (nepovinné referendum); částečná revize ústavy vyžaduje 6000 podpisů, celková revize 10 000 podpisů. Změny ústavy a lidové iniciativy zamítnuté Velkou radou podléhají povinnému referendu.

### Legislativa

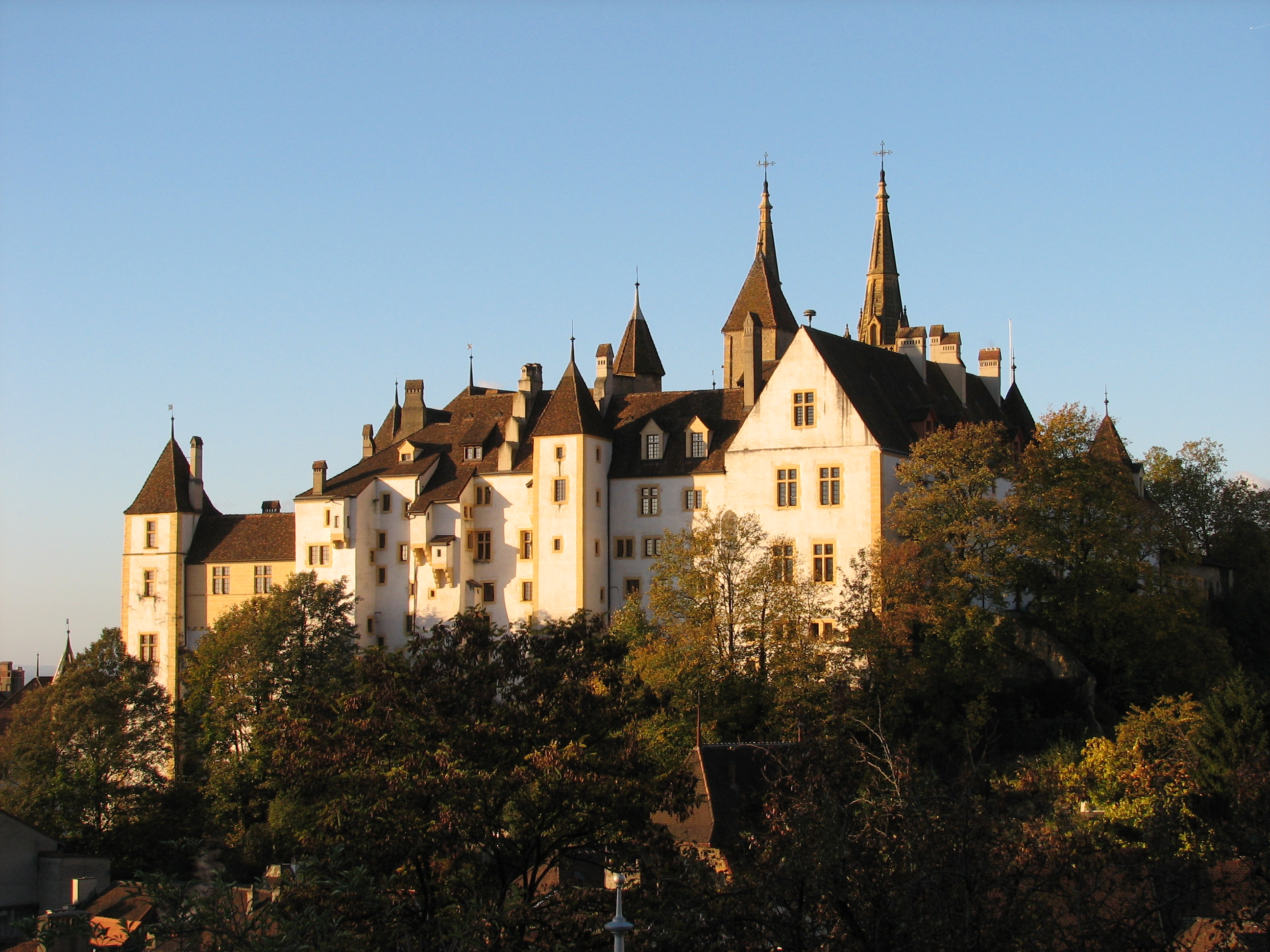
Zámek v Neuchâtelu, sídlo vlády a parlamentu

Zákonodárným orgánem je kantonální parlament zvaný Velká rada (francouzsky Grand Conseil). Jeho 100 členů (poslanců či radních; do voleb v roce 2017 115 členů) je voleno na čtyřleté volební období podle systému poměrného zastoupení ve volebních obvodech, odpovídajících čtyřem regionům – Littoral, Montagnes, Val-de-Ruz a Val-de-Travers. Od voleb v roce 2021 je kvorum pro vstup do parlamentu 3 %.

### Vláda
Nejvyšším výkonným orgánem je kantonální vláda známá jako Conseil d'État (Státní rada). Jejích pět členů (tzv. státních radních) je voleno na čtyři roky současně s Velkou radou většinovým volebním systémem. Od konce roku 2014 má Velká rada právo tříčtvrtinovou většinou předčasně odvolat člena Státní rady. Sídlem vlády a parlamentu je zámek v Neuchâtelu.

### Soudnictví
V důsledku nové soudní ústavy přijaté v roce 2010 se v kantonu Neuchâtel od počátku roku 2011 soustředily dosavadní soudy (soudnictví) do tří stupňů.
Soudy prvního stupně jsou dva krajské soudy (Tribunaux régionaux), z nichž jeden je zřízen pro horní část kantonu (9 soudců) a druhý pro dolní část kantonu (13 soudců) a každý z nich má sedm věcně vymezených oddělení. Jednou z těchto sekcí je mediační kancelář (Chambre de conciliation), jejíž jediný soudce usiluje o smírné řešení občanskoprávních sporů.
Soudem druhé instance je kantonální soud (Tribunal cantonal), který má dvanáct soudců. Kantonální soud se skládá ze šesti věcně vymezených soudů.
Vyšetřující soudci jsou začleněni do státního zastupitelství (Ministère public).
Soudci jsou voleni Velkou radou na dobu šesti let; mohou být znovu zvoleni až do odchodu do důchodu. Soudní rada (Conseil de la magistrature) je nejvyšším kontrolním orgánem soudů.

### Správní členění
Politické obce jsou v rámci kantonální legislativy autonomní. Spravují svůj majetek, provozují místní veřejné služby a plní úkoly, které jim kanton uloží. Každá obec má obecní radu volenou na čtyři roky jako zákonodárný orgán a obecní radu volenou současně jako výkonný orgán.
Šest okresů (Neuchâtel, Boudry, Val-de-Travers, Val-de-Ruz, Le Locle a La Chaux-de-Fonds) bylo zrušeno k 31. prosinci 2017. Od 1. ledna 2018 slouží čtyři regiony pro statistické účely a jako volební regiony Velké rady. Ačkoli dohromady tvoří jeden volební obvod, zaručují různým částem kantonu určitý počet mandátů, které jim jsou přiděleny podle počtu obyvatel.

#### Obce a města

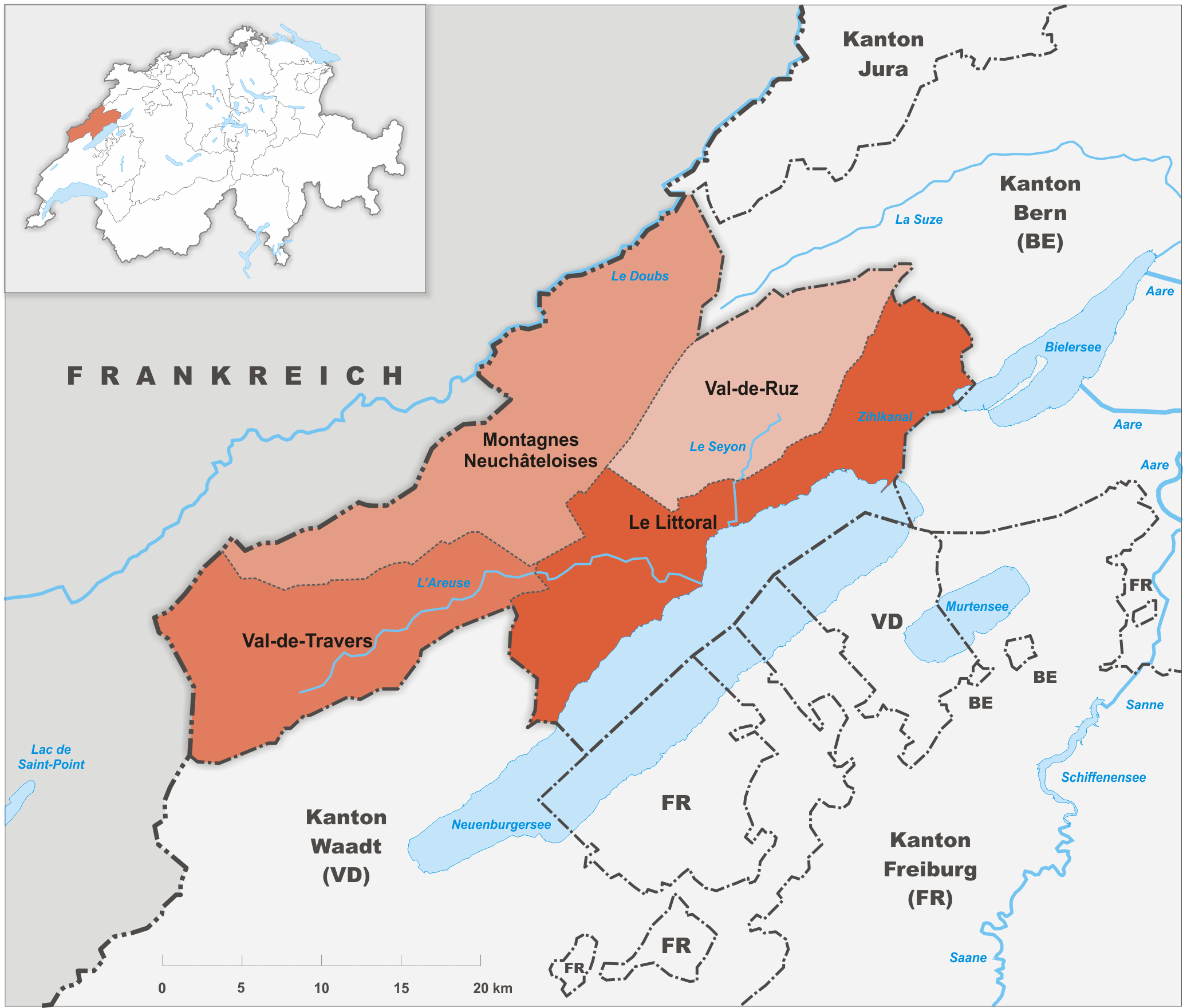
Mapa regionů kantonu Neuchâtel

V kantonu Neuchâtel existuje od 1. ledna 2025 24 politických obcí. Od 1. ledna 2013 se 15 z celkem 16 obcí tehdejšího okresu Val-de-Ruz sloučilo do jedné obce s názvem Val-de-Ruz. K 1. lednu 2021 bylo dokončeno další sloučení, čímž se hlavní město Neuchâtel stalo nejlidnatější obcí kantonu (do té doby bylo největším městem La Chaux-de-Fonds). K 1. lednu 2025 se sloučily obce Enges, Hauterive, La Tène a Saint-Blaise a vytvořily novou obec Laténa.
Níže jsou uvedeny politické obce, které měly k 31. prosinci 2020 alespoň 5 000 obyvatel:
| Obec              | Počet obyvatel |
| ----------------- | -------------- |
| Neuchâtel         | 44 531         |
| La Chaux-de-Fonds | 36 951         |
| Val-de-Ruz        | 17 143         |
| Val-de-Travers    | 10 579         |
| Le Locle          | 9864           |
| Milvignes         | 9063           |
| La Grande Béroche | 8825           |
| Boudry            | 6193           |
| La Tène           | 5176           |

## Hospodářství

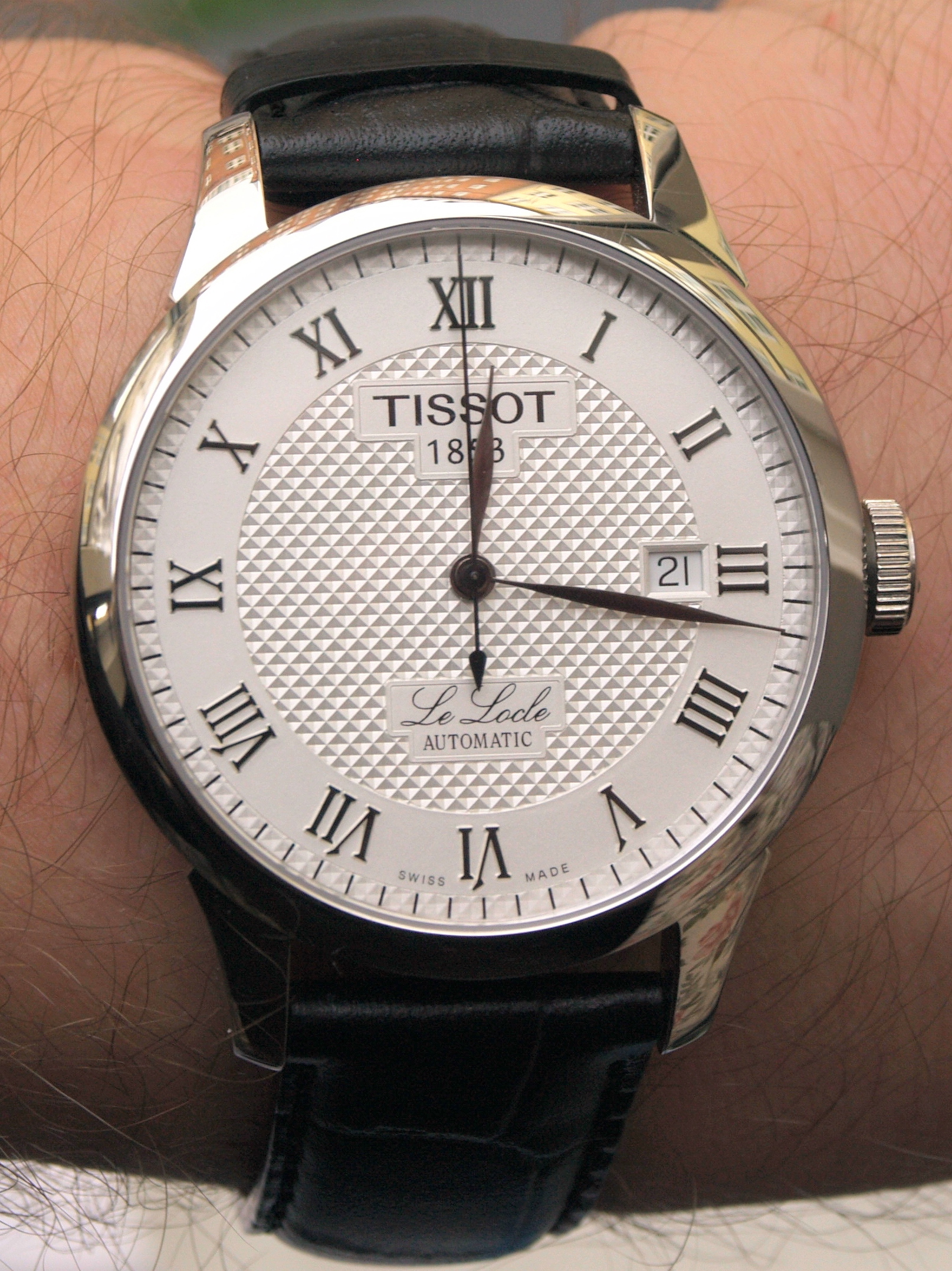
Hodinky Tissot s označením místa původu – Le Locle

Kanton je známý svými víny, která se pěstují na břehu Neuchâtelského jezera, a také absintem. Údolí Val de Travers je proslulé jako rodiště absintu, který byl nyní ve Švýcarsku i ve světě znovu legalizován. V údolích se provozuje mlékárenství a chov dobytka, ale kanton je také proslulý chovem koní. Tradičním průmyslovým odvětvím je hodinářství (zejména v La Chaux-de-Fonds a v Le Locle – společnosti Tissot, Cartier, TAG Heuer a další), nověji se zde etablovala jemná mechanika a výroba mikročipů. Mezi vysokoškolské instituce patří Haute école Arc (zastupující Bern, Juru a Neuchâtel) a Univerzita v Neuchâtelu.
V roce 2018 činil hrubý domácí produkt (HDP) na obyvatele 93 277 švýcarských franků. V roce 2012 bylo v kantonu Neuchâtel zaměstnáno 102 820 osob, z toho 2 381 v primárním (prvovýroba), 35 558 v sekundárním (průmysl) a 64 881 v terciárním sektoru (služby). V roce 2012 bylo v kantonu napočítáno 13 264 pracovních míst (z toho 922 v primárním, 2 515 v sekundárním a 9 827 v terciárním sektoru). V roce 1960, v době největšího rozmachu hodinářského průmyslu, bylo v sekundárním sektoru zaměstnáno ještě 61,0 % ekonomicky aktivních obyvatel.
V roce 2020 obhospodařovalo 11,5 % zemědělské půdy kantonu ekologicky 112 zemědělských podniků.